# Ports (Indre-et-Loire)
Ports település Franciaországban, Indre-et-Loire megyében. Lakosainak száma 353 fő (2022. január 1.). Ports Luzé, Marcilly-sur-Vienne, Marigny-Marmande, Nouâtre, Pussigny és Port-de-Piles községekkel határos.

## Népesség
A település népességének változása:
| Lakosok száma | 437  | 345  | 343  | 354  | 356  | 350  | 359  | 360  | 359  | 353  |
|               | 1968 | 1982 | 1990 | 2006 | 2013 | 2015 | 2017 | 2019 | 2020 | 2022 |